# 糖类

乳糖是在牛奶中發現的双醣。它由一個D-半乳糖分子和一個D-葡萄糖分子通过β-1-4糖苷鍵鍵合构成。它有分子式C_{12}H_{22}O_{11}.

糖的結晶

醣類，指的是一系列多羟基醛或多羟基酮及其缩聚物，或者其衍生物的总称，一般由碳、氫與氧三種元素所組成，廣布于自然界。
醣類又稱“碳水化合物”（英語：carbohydrate），其由來是生物化学家先前發現醣类物质均可写成经验分子式：Cn(H2O)n，其氢与氧元素的比例始终为2:1，故以为所有醣類是碳和水的化合物。但后来的发现证明了许多醣类并不符合上述分子式，如：鼠李糖（C6H12O5）；而同时有些物質符合上述分子式却不是醣类，如甲醛（CH2O）等。醣類為人體最重要的營養素之一，主要分成三大類：單醣、雙醣和多醣。在一般情況下，單醣和雙醣是較小的（低分子量）的碳水化合物，通常稱為糖。例如，葡萄糖是單醣，蔗糖和乳糖是雙醣。
醣类在生物体上扮演著众多的角色，像多醣可作为儲存養分的物質，如澱粉和糖原；或作为動物外骨骼和植物細胞的細胞壁，如：甲殼素和纖維素；另如五碳醛醣的核糖是構成各種輔因子的不可或缺之物質（如ATP、FAD和NAD）和遺傳物質分子的骨幹（如 DNA和 RNA）。醣類的眾多衍生物同時也與免疫系統、受精、預防疾病、血液凝固和生長等有極大的關聯。
在食品科學和其他非正式的場合中，碳水化合物则通常是指富有澱粉，例如粮食五穀、甜點；或者簡單醣類的食物，例如食糖、水果。

## 歷史
在先秦古籍中出现了飴字。到了汉代，陆续出现了、餳、餹等字。飴、𩛿指软糖，餳、餹指硬糖。飴读为yí，𩛿、餳讀xíng，餹读为táng（餳多音字亦有táng的读音）。在六朝時才出現“糖”字。中国蔗糖的制造始于三国魏晋南北朝到唐代之间的一个时代。
李時珍《本草綱目》載：“糖法出西域，唐太宗始遣人傳其法入中國，以蔗準過樟木槽取而分成清者，為蔗餳。凝結有沙者為沙糖，漆甕造成如石如霜如冰者為石蜜、為糖霜、為冰糖。”
醣字始见于民国，为化学翻译而造，在中国大陆的汉字简化过程中被归并简化为糖。
醣類里面的「醣」與一般所稱的“糖”不同，日常所称“糖”是指食糖，泛指具有甜味的可溶于水的有机化合物晶体，如葡萄糖、麥芽糖及最主要的蔗糖，而醣類包括所有單醣、雙醣及多醣，並不僅指含有甜味的物質。

## 結構
以前所有分子式可寫成Cm(H2O)n的化學物質皆被稱為「碳水化合物」，根據這個定義，有些科學家認為甲醛（CH2O）為最簡單的醣，但是也有其他人認為糖类中最简单的分子是乙醇醛（C2H4O2）。但是現在，生物化學理解上的醣類是指除了碳數不為一和二的「碳水化合物」。
自然界的醣類通常都由一種簡單的碳水化合物：單醣所構成，通式為(CH2O)n，（n≥3）。一個典型的單醣具有H-(CHOH)x(C=O)-(CHOH)y-H結構，也就是多羟基醛或多羟基酮，如：葡萄糖、果糖、甘油醛皆是單醣。然而有些生物物質像醣醛酸和脫氧糖就不符合此通式，此外还有許多物質的分子式符合這個通式却並不属于醣類，如：甲醛（CH2O）和肌醇（CH2O)6）。
直链形式的单糖通常与关环形式的单糖同时存在，这种环状分子是由醛/酮上的羰基（C=O）与羟基（-OH）反应形成半缩醛，并形成一个新的C-O-C键桥。单糖可以各种方式互相连接在一起形成多糖（或寡醣，又称低聚糖）。许多糖类含有一个或多个修饰的单糖单元，这种修饰方法可以是一个或多个基团被取代或移除。例如，DNA的一个组分脱氧核糖，就是被核糖所修饰的糖；几丁质是一种由重复的N-乙酰氨基葡萄糖（一种含氮原子的葡萄糖）片段所组成的糖类。

## 單醣

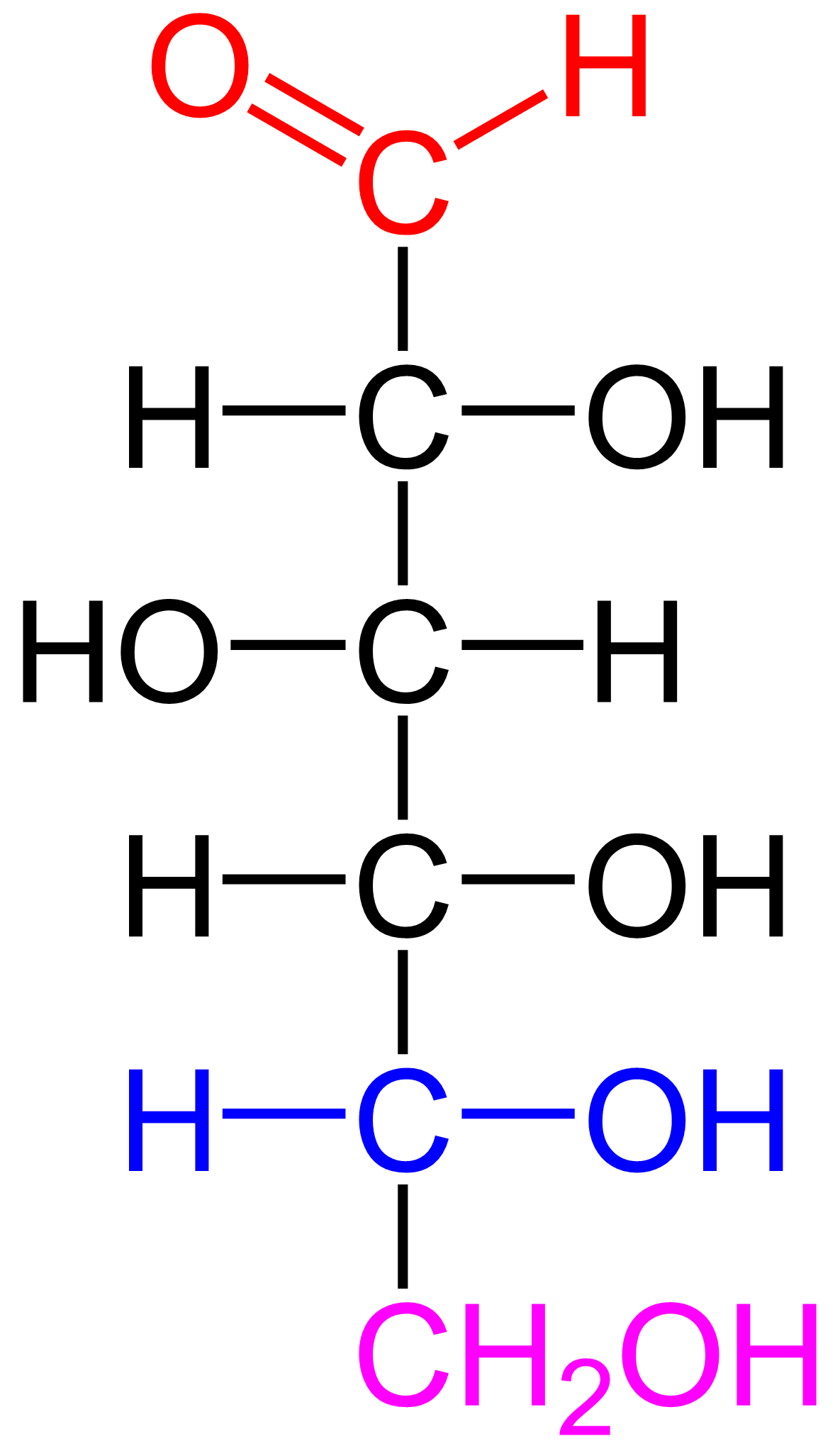
D-葡萄糖是一種己醛醣，分子式為：(C·H_{2}O)_{6}。圖中紅色的部分是醛基，藍色的部分是距離醛基最遠的非對稱中心；因為最下面那個羥基是在費歇爾投影式的右方所以這是D-葡萄糖

单糖因无法水解为更小的碳水化合物，因此是糖类中最小的分子。它们是一些具有两个或者更多羟基的醛或酮类化合物。未修饰过的单糖化学式可表达为：(C·H2O)n，因其都是碳和水分子的倍数而称为：“碳水化合物”。单糖是一种重要的燃料分子，也是核酸的结构片段。最小的单糖中的n＝3，即二羟基丙酮或D-和L-甘油醛。

### 單醣的分類
葡萄糖的α-与β-（后者）异头物。需注意结合在碳5上的CH2OH基团与异头碳上的羟基（红色或绿色）之间的空间关系：两者异面为（α）型，同面则为（β）型。
单糖可由三种不同的结构片段来分类：羰基的位置、分子内的碳原子数、及其手性构型。如果羰基在碳链末端，则分子属醛类，而单糖称醛糖；若羰基位处碳链中间，则属酮类而单糖称为酮糖。含有三个碳原子的单糖称为：丙糖；四个碳原子的称为丁糖；五个称为戊糖；六个称为己糖，以此类推。
除糖分子碳链的首尾两个碳原子，每个碳原子都带有一个羟基（-OH）并具有不对称性，使每个手性中心可以是R或S两种构型。因为这种不对称性，一个特定的糖分子式存在着多种异构体。如：D-葡萄糖（醛糖）具有分子式 (C·H2O)6，其中有四个碳原子具有手性，因此D-葡萄糖是24 = 16个可能的立体异构体中的一个。又如：甘油醛是一种丙醛糖，有一种可能的立体异构体，同时也是对映体和差向异构体。1,3-二羟基丙酮，丙醛糖（醛糖）所对应的酮糖分子，是一种没有手性中心的对称分子。D或L构型由离羰基最远的不对称碳原子的取向所决定：标准的費歇爾投影式中，若羟基在右侧则为D型糖，左侧则为L型糖。这里要注意：“D-”和“L-”前缀不可与“d-”和“l-”相混淆，后者指的是偏振光在糖分子平面下的旋转。“d-”和“l-”在糖化学中现已不太使用。

### 半缩醛异构化

葡萄糖可以以鏈狀或環狀的形式存在。

直链单糖的醛基或酮基会不可逆的与另外一个碳原子作用形成半缩醛或半缩酮，得到一个带有氧桥连接双碳原子的杂环。由五个或六个原子组成环的分别称为呋喃糖与吡喃糖，这些环状糖与直链形式的糖存在化学平衡。
由直链糖形成环状糖的过程中，含有羰基氧原子的碳原子称为：异头碳。这个碳原子在成环后便成为分子内的手性中心，具有两种可能的构型：若氧原子可在平面的上方或下方，这样得到的一对手性异构体称之为：异头物。若在异头碳上的-OH取代基与环外CH2OH基团成反式构型（即不在环一侧）时称为α异头物；另外一种情况两者在环的同一侧，呈现顺式构型，则称为β异头物。由于环状糖与直链糖本身会互相转化，因此两种异头物存在着平衡。費歇爾投影式中，α异头物被表达为：异头羟基与CH2OH呈现反式，而β异头物则为顺式。

### 在生物中的角色
單醣是新陳代謝中的主要燃料，能提供能量（當中以葡萄糖最主）及用於生物合成。
單醣未需即時使用的話，細胞會先將其轉換成較省空間的形式，通常為多醣。在包括人类的許多動物中，這種儲存方式是糖原，特別在肝臟及肌肉細胞。在植物中，則儲存成澱粉。

## 双糖

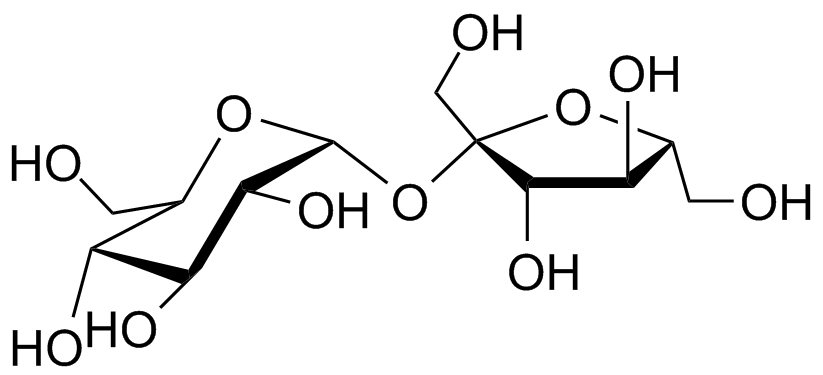
蔗糖是一种常用的双糖，它由两种单糖组成：D-葡萄糖（左侧）和D-果糖（右侧）

由两个连接成一起的单糖组成的糖类，称为双糖。它们是最简单的多糖，如：蔗糖和乳糖。双糖是由两个单糖单元通过脱水反应，形成一种称为糖苷键的共价键连接而成。在脱水过程中，一分子单糖脱除氢原子，而另一分子单糖脱除羟基。未经修饰的双糖化学式可表达为：C12H22O11。虽然双糖种类繁多，但大多数并不常见。右侧图片展示的为蔗糖，是存量最为丰富的双糖，它们是植物体内存在最主要的糖类。蔗糖由一个D-葡萄糖分子与一个D-果糖分子所组成，其系统命名为：O-α-D-葡萄吡喃糖基-(1→2)-D-果糖呋喃糖苷，其中蕴含了四种信息：
- 它由两种单糖组成：葡萄糖与果糖。
- 两种单糖的类型：葡萄糖为吡喃糖；果糖为呋喃糖。
- 两种单糖的连接方式：在D-葡萄糖的一号碳（C1）上的氧原子连接D-呋喃糖的二号碳（C2）。
- 后缀-“糖苷”表明了：两个单糖异头碳参与了糖苷键的形成。

乳糖，是一种由一分子D-半乳糖与一分子D-葡萄糖形成的双糖，广泛的存在于天然产物中，如：哺乳动物的乳。另外一个常见的双糖为麦芽糖（两个D-葡萄糖通过1，4碳原子连接为α糖）与纤维糖（两个D-葡萄糖通过1，4碳原子连接为β糖）。双糖还可分类为还原性双糖与非还原性双糖，通过两个单糖分子的半缩醛（酮）羟基脱去一分子水而相互连接。这样的双糖，分子中已没有半缩醛（酮）羟基存在，因此其中任何一个单糖部分都不能再由环式转变成醛（酮）式。这种双糖就没有变旋现象和还原性，也不能生成糖脎，因此称为非还原性双糖。

## 寡糖和多醣

直链淀粉是一种主要由葡萄糖通过α（1→4）键连接而成的链状聚合物。它可由几千个葡萄糖单元组成。它是淀粉的两种组成之一，另外一种是支链淀粉。

寡醣和多醣都是由单醣单元通过醣苷键组成的长链分子。两者的区别在于其链上单糖单元的数量：寡醣通常含有3至10个单醣单元，而多醣则具有超过10个单醣单元。在实际应用中，醣的分类更倾向于个人的判断，如通常上述的双醣也可以算作寡醣，而寡醣也包括了三醣（如棉子糖）和四醣（如水苏糖）等。
低聚醣是經翻译后修饰的常見蛋白质形式。翻译后修饰包括Lewis及負責ABO血型分類的寡醣，因此也與組織出現不相容、alpha-Gal異種移植超急性排斥及O-GlcNAc醣基化有關。
多醣是生物聚合物的一個重要分類，其功能通常與生物結構及儲存方面有關。澱粉（一種單醣聚合物）是植物中的多醣儲存方式，而它的形式包括直鏈澱粉及分枝澱粉。在動物中，結構上相似的葡萄糖聚合物是相對較多分枝的肝醣，有時稱作「動物澱粉」。肝醣的特性在於它能迅速被分解，因此較適合於經常活動的動物。纖維素與甲殼素屬於结构寡醣。植物及某些生物的細胞壁用纖維素製造，因而被說是世上最多的有機分子。它的用途非常廣泛，主要用於製紙及纺织品工業，亦是製作嫘縈（黏液嫘縈過程）、乙酸嫘縈、賽璐珞及氮嫘縈的原料。
甲殼素的化學結構與纖維素相似，並有含氮的取代基，因此比纖維素更堅韌。節肢動物的外骨骼及某些真菌的細胞壁皆以甲殼素組成。甲殼素有多種用途，包括手术缝合线。
除了以上兩種，胝質（或作昆布糖）、金藻昆布多糖、聚木糖、阿拉伯木聚糖、甘露聚糖、褐藻素及半乳甘露聚糖均屬於多醣。

## 營養學

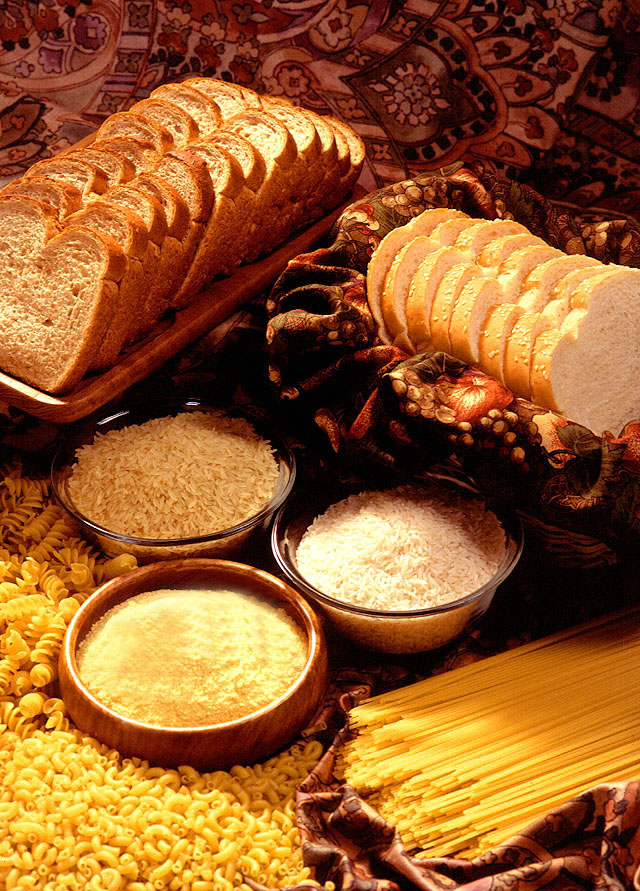
穀类食品含有豐富的醣類。

多種食物皆含有豐富的醣類，包括水果、汽水、麵包、意式面食、豆類、馬鈴薯、米糠、稻米及麥類。醣類是生物中的常見能量來源，卻不是人類的必須營養。醣類也不是任何其他份子的必須組成部份，而人體也可以從蛋白及脂肪獲取能量。腦部及腦神經一般不能燃燒脂肪以獲取能量，但可以使用葡萄糖或酮糖代替。人體能從糖異生過程中，利用特定的胺基酸、甘油三酸酯中的甘油骨架，或是脂肪酸中的合成某些葡萄糖。醣類每克含有15.8千焦耳（即3.75千卡路里）而每克蛋白質則能提供16.8千焦耳（4千卡路里），而每克脂肪則能提供37.8千焦耳（9千卡路里）。
生物一般不能利用所有醣類轉換成能量，而葡萄糖是最普遍的能量來源。許多生物都有能力把其他單醣及雙醣代謝成能量，但以葡萄糖為首選。例如，在大腸桿菌中，當遇到乳糖，乳糖操縱子會釋出酶，以消化乳糖，但如果乳糖和葡萄糖都存在乳糖操縱子會受到壓抑的，葡萄糖會首先被消化。多醣也是常見的能量來源，許多生物皆能分解澱粉成葡萄糖，但大部份生物都不能消化纖維素、甲殼素等其他多醣。這些醣只能由某些細菌及原生生物消化。例如，反芻動物和白蟻會利用微生物來處理纖維素。雖然這些複雜的醣不能輕易消化，但它們卻是人類營養的重要部份，稱為食用纖維。食用纖維對人類的最大益處，在於它能促進消化。美國藥物組織建議，每名美國及加拿大人的食物熱量需有45–65%來自醣類，以減低心臟病及肥胖症的風險。聯合國糧食及農業組織與世界衛生組織也聯合建議每個國家制定營養指引，訂立每人的總食物能量中的55至75%來自醣類，最多10%直接來自糖份。发表在《柳叶刀公共健康》（The Lancet Public Health）杂志上的研究结果指出，那些从碳水化合物中获得50%-55%能量的人，与其他摄入碳水化合物偏低和偏高的人相比，死亡风险略有降低。人体压力的增加会产生皮质醇，这种激素能促进饥饿感，并促使人们渴望高脂肪、高能量的食物，如加工过的碳水化合物。

### 分類法
歷史上，營養學家曾經只把醣類分為簡單與複雜，但這種分類法難免存在歧義問題。現今的「簡單醣類」一般指單醣與雙醣，而「複雜醣類」指多醣（包括低聚醣）。可是，「複雜醣類」最先見於美國參議院人類營養需求委員會出版物《美國營養目標》（1977），該詞語的意思卻不相同，指的是「水果、蔬菜及全穀物」。部份營養學者以「複雜醣類」一詞指任何在含有纖維、維他命及礦物質的食物中，可消化的醣類，以相對於提供較少其他營養的已消化醣類。
許多人（甚至有營養學家）相信，複雜的醣類（多醣，例如澱粉）比簡單的醣類（例如單醣）消化得較慢，因此較健康。
實際上，簡單醣類與複雜醣類對血糖水平的影響大同小異。一些簡單的碳水化合物消化得非常緩慢（例如果糖），而一些複雜的醣類，特別經過處理後的，卻能迅速提高血糖水平（如澱粉）。從此可知，消化的速度取決於多種因素，包括連帶進食的其他營養物、食物準備方法、在個人代謝的速度差異，以及該碳水化合物的化學結構。
營養學上，以升糖指數 (GI)及血糖負荷（GL）的概念，來反映食物於消化後對人體的影響。升糖指數衡量人體吸收該食物中葡萄糖的速度， 而血糖負荷則衡量食物中可吸收葡萄糖的總量。兩種指數中，最高則代表醣類含量最高、血糖水平最大影響的食物。胰島素指數是一個類似的、更新式的計算法，衡量食品對血腋胰島素水平的影響，主要考量食物中的葡萄糖（或澱粉）和某些氨基酸的份量。
膳食指南一般建議食用複雜醣類（澱粉）和營養豐富的簡單醣類，如水果、蔬菜及奶製品，以彌補大量醣類的消耗。過量食用高度加工的醣類來源，如玉米或土豆片，糖果，含糖飲料，糕點和白米，一般認為是不健康的。美國農業部的《2005年美國膳食指南》不再使用簡單/複雜的分類法，改為推薦含豐富纖維素的食物和全穀物。

## 分解代谢
細胞會透過分解代谢獲取能量。單醣分解代谢的途徑有兩種：糖酵解及三羧酸循环，或称作檸檬酸循環、克雷伯氏循環。
在糖酵解過程中，低聚醣或多醣會先裂解成較小的單醣，過程會由糖苷水解酶催化，單醣才能進入單醣分解的程序。在人體中，並非所有碳水化合物都能提供能量，因為人體內並沒有所需的消化酶及代谢酶以催化其分解作用。

## 糖化學
糖化學是有機化學的一個重要分支，它是以研究糖的化学性质以及化学反应为主的一门科学。由于糖的结构是多羟基醛酮化合物或其半缩醛结构，因此糖化学主要研究了糖分子内部的这些相关性质。部份醛糖能氧化为羧酸。以下是主要其牵涉的化學反應：
- 醣類縮醛化：指醣類形成縮醛的作用。
- 氰醇反應：指醛糖或酮糖與氰或腈發生反應，形成氰醇。
- Lobry-de Bruyn-van Ekenstein转化：醛糖-酮糖兩者間轉換的異構化作用。
- 阿馬道里重排：指被氮取代的醛糖胺轉變成1-氨基-1-去氧-2-酮糖的同分異構重排反應。
- 内夫反应：指一級或二級硝基化合物負離子在酸中水解，生成醛糖或酮糖和一氧化二氮的反應。
- 佛尔递降反应：使醛糖碳鏈縮短的常用反應之一。
- 柯尼希斯－克诺尔反应：用糖基鹵化物和醇生成糖苷的取代反應。

有些醣類因帶有醛基（如單醣中的葡萄糖）或其含有半縮醛羥基（如部份雙醣中的乳糖），使這些醣帶有還原性質，稱為還原糖，可以斐林試劑、本立德試劑偵察，还原糖的出現會產生红褐色的氧化亞銅沉澱物。此外還原糖與氨基酸等物種在加熱的情況下能進行美拉德反應，即令食物出現棕褐色並出現誘人香氣的主要化學作用。

## 註解
1. ↑  此处读音据《现代汉语字典》、《汉语大字典》等，季羡林《糖史》原文：“𩛿、餳音yi……餳、餹音tang”，与字典不合。

### 引用
1. ↑  Flitsch, Sabine L.; Ulijn, Rein V. . Nature. 2003, 421 (6920): 219–20. PMID 12529622. doi:10.1038/421219a.
2. ↑  Maton, Anthea; Jean Hopkins, Charles William McLaughlin, Susan Johnson, Maryanna Quon Warner, David LaHart, Jill D. Wright. . Englewood Cliffs, New Jersey, USA: Prentice Hall. 1993: 52–59. ISBN 0-13-981176-1.
3. ↑  . Journal of Agricultural and Food Chemistry. 1953-04-01, 1 (1): 109–111. doi:10.1021/jf60001a611.
4. ↑  . Journal of the American Chemical Society. 2003-06-01, 125 (25): 7748–7748. doi:10.1021/ja033524i.
5. 1 2 3 4 5  PDF 季羡林文集 第九卷：糖史 （一）
6. ↑  John Merle Coulter, Charler Reid Barnes, Henry Chandler Cowles (1930), A Textbook of Botany for Colleges and Universities （页面存档备份，存于）"
7. ↑  Carl A. Burtis, Edward R. Ashwood, Norbert W. Tietz (2000), Tietz fundamentals of clinical chemistry （页面存档备份，存于）
8. ↑  Ahern, Christopher K. Mathews, Kensal E. Van Holde, Kevin.  3rd ed. Menlo Park, Calif.: Benjamin/Cummings. 1999. ISBN 0-8053-3066-6.
9. ↑  Campbell, Neil A.; Brad Williamson; Robin J. Heyden. . Boston, Massachusetts: Pearson Prentice Hall. 2006  [2011-05-15]. ISBN 0-13-250882-6. （原始内容存档于2014-11-02）.
10. ↑  Pigman, Ward; Horton, D. . Pigman and Horton  (编).  2nd. San Diego: Academic Press. 1972: 1–67.
11. 1 2  Template:Cite book last=Pigman
12. ↑  Shallenberger, Robert S.; Wienen, Wanda J. . Journal of Chemical Education. 1989-01-01, 66 (1): 67. doi:10.1021/ed066p67.
13. ↑  Boiteux A, Hess B. . Philos Trans R Soc Lond B Biol Sci. 1981, 293 (1063): 5–22. PMID 6115423.
14. ↑  （英文）Pilkis S, el-Maghrabi M, Claus T. . Diabetes Care. 1990, 13 (6): 582–99. PMID 2162755.
15. ↑  Rademacher T, Parekh R, Dwek R. . Annu Rev Biochem. 1988, 57: 785–838. PMID 3052290.
16. ↑  Irvine, James Colquhourn. . Chemical Reviews. 1927-07-01, 4 (2): 203–229. doi:10.1021/cr60014a003.
17. ↑  Irvine, James Colquhoun. . Chemical Reviews. 1924-04-01, 1 (1): 41–71. doi:10.1021/cr60001a002.
18. ↑  Campbell, Neil A.  4th ed. Menlo Park, Calif.: Benjamin/Cummings Pub. Co. 1998. ISBN 0-8053-1957-3.
19. ↑  Mancera, M.; Zamora, F., Roffé, I., Bermúdez, M., Alla, A., Muñoz-Guerra, S., Galbis, J. A. . Macromolecules. 2004-04-01, 37 (8): 2779–2783. doi:10.1021/ma0354851.
20. ↑  Is dietary carbohydrate essential for human nutrition? - Westman 75 (5): 951 - American Journal of Clinical Nutrition （页面存档备份，存于）
21. ↑  .   [2011-08-09]. （原始内容存档于2018-06-25）.
22. ↑  Academies, Panel on Macronutrients, Panel on the Definition of Dietary Fiber, Subcommittee on Upper Reference Levels of Nutrients, Subcommittee on Interpretation and Uses of Dietary Reference Intakes, and the Standing Committee on the Scientific Evaluation of Dietary Reference Intakes, Food and Nutrition Board, Institute of Medicine of the National. . Washington, D.C.: National Academies Press. 2005. ISBN 0-309-08537-3.
23. ↑  Consultation, report of a joint WHO/FAO Expert. . Geneva: World Health Organization. 2003. ISBN 92-4-120916-X.
24. ↑  . BBC News 中文. 2018-08-21  [2018-08-30] （英国英语）.
25. ↑  . WebMD.   [2019-01-27]. （原始内容存档于2019-01-28） （中文（中国大陆））.
26. ↑   Repr. Rome: World Health Organization. 1998. ISBN 92-5-104114-8.
27. ↑  The Diet Channel Good Carbs vs. Bad Carbs: How To Pick The Best Carbs For Your Diet,  （页面存档备份，存于）.
28. ↑  The Nutrition Source, Carbohydrates （页面存档备份，存于）.
29. ↑  DHHS and USDA, Dietary Guidelines for Americans 2005, Chapter 7 Carbohydrates （页面存档备份，存于）
30. ↑  . The Nobel Foundation.   [2011-10-26]. （原始内容存档于2007-02-19）.
31. ↑  . The Nobel Foundation.   [2011-10-26]. （原始内容存档于2007-02-22）.
32. ↑  Romano AH, Conway T. (1996) Evolution of carbohydrate metabolic pathways. Res Microbiol. 147(6-7):448-55 PMID 9084754
33. ↑  .   [2012-03-17]. （原始内容存档于2012-03-25）.

## 外部連結
- 醣類的命名規則 - 由IUPAC及國際生物化學與分子生物學聯合會（IUBMB）聯合製作
- 醣類的介紹 - 密歇根州立大學
- 醣類及醣基化 - BioChemWeb.org
- 醣類及醣基化 （页面存档备份，存于） - BioChemWeb.org
- 功能性醣質體綜合門戶 （页面存档备份，存于），一個由功能性醣質體學協會（Consortium for Functional Glycomics）及自然出版集團合作的數據庫
- 酒精飲品內的醣含量 （页面存档备份，存于）